# 李昌安
李昌安（1935年10月—2021年9月22日），男，汉族，辽宁台安人，中华人民共和国政治人物。

## 生平
1951年，李昌安毕业于北京机械学院业余大学，后就职于北京新京铁工厂、北京建华铁工厂、北京机器厂、北京起重机器厂等。
1973年，任北京市机械局工会主任，北京市计委副主任。1978年，任中华人民共和国第七机械工业部副部长。
1983年，任中共山东省委副书记兼省委党校校长。1985年，任山东省人民政府省长。
1987年，任中华人民共和国国务院副秘书长。1993年，任中国保利集团公司常务副董事长。
2021年9月22日在北京逝世，享年86岁。